# Marble Blast Gold
Marble Blast Gold (abbreviato come MBG) è un videogioco a piattaforme prodotto dalla GarageGames. Venne pubblicato il 7 maggio 2003 per Macintosh, il 17 giugno per Windows e successivamente per Linux. Il gioco è disponibile solo in lingua inglese.

## Modalità di gioco
Al centro dell'area di gioco si trova una biglia multicolore che il giocatore deve guidare con la tastiera: lo scopo principale del gioco è quello di far compiere alla biglia diversi percorsi, ciascuno corrispondente a un livello. Nel gioco, ogni percorso si trova sospeso in aria: se la biglia esce fuori dalla pista il giocatore perde ed è costretto a ricominciare il livello dall'inizio. È possibile far muovere la biglia in avanti, indietro, a destra, a sinistra o farla saltare. Con la tastiera e con il mouse è possibile ruotare la visuale sulla biglia: questo permette al giocatore di avere una visione più ampia sul percorso.
Il gioco ha inizio da una piattaforma colorata con fantasia verde e termina al raggiungimento della piattaforma finale di colore viola. In alcuni livelli si chiede al giocatore di raccogliere delle gemme prima di raggiungere la piattaforma finale. La raccolta delle gemme avviene facendoci passare sopra la biglia e solo quando il giocatore avrà raccolto tutte le gemme previste potrà concludere il percorso. Un contatore che segnala la progressione nella raccolta delle gemme è disponibile in alto a sinistra nell'area di gioco. Nei diversi livelli si possono trovare anche potenziamenti, ostacoli e diverse superfici su cui guidare la biglia.

### Potenziamenti
Sono strumenti extra che conferiscono alla biglia particolari abilità e sono indispensabili per arrivare alla fine del percorso. Una volta raccolto uno strumento, questo sparisce dall'area di gioco, ma viene rigenerato automaticamente nella stessa posizione dopo qualche secondo.

#### Attivabili dal giocatore
Questi strumenti vengono attivati dal giocatore quando lo desidera, utilizzando la tastiera. Non si possono collezionare: si raccolgono e si utilizzano uno alla volta. Lo strumento raccolto e attivabile dal giocatore viene visualizzato all'interno di un quadrato che si trova in alto a destra nell'area di gioco.
Se il giocatore ha uno strumento ma fa passare la biglia sopra ad un altro, quello nuovo si sostituisce al precedente.
Se un giocatore cerca di prendere uno strumento quando ne ha già raccolto uno uguale, non succede niente.
- Super Speed: fa aumentare la velocità della biglia
- Super Jump: permette alla biglia di fare un salto alto
- Super Bounce: quando è attivo, la biglia rimbalza molto in alto, come se fosse sopra ad un tappeto elastico
- Shock Absorber: finché è attivo ammortizza la caduta della biglia da ogni salto
- Gyrocopter: quando questo strumento viene attivato, sopra la biglia si forma un'elica che le permette di volare in avanti, indietro, verso destra o verso sinistra, non in verticale

#### Attivabili a contatto con la biglia
- Time Travel: blocca il cronometro per un certo tempo, in genere per 5 secondi
- Gravity Modifier: agisce sulla forza di gravità, andandola a modificare permanentemente. È accompagnato da una rotazione automatica della visuale, in modo che la superficie su cui la biglia si appoggia sia sempre sotto a quest'ultima

### Ostacoli
Sono oggetti che rendono più difficile il percorso.
- Duct Fan: è una ventola che fa spostare la biglia dalla direzione scelta dal giocatore
- Tornado: è un violento vortice d'aria che può sia trarre verso di sé la biglia, sia scaraventarla lontano o anche fuori pista
- Bumper: è un respingente: se la biglia lo colpisce viene spinta lontano
- Land Mine: è una mina che esplode al contatto con la biglia e la fa saltare

### Superfici
- Superficie normale: può essere di vari colori; su di essa la biglia ha trazione media
- Trap Door: si presenta come una tavola di legno, che si inclina al passaggio della biglia. Se si vuole evitare la caduta fuori pista della biglia non bisogna fermarcisi sopra.
- Oil Stick: è una chiazza d'olio di colore nero, di dimensioni ridotte, sulla quale la biglia scivola
- Mud: è una superficie fangosa, di colore marrone, su cui la biglia scivola
- Grass: è una superficie di erba di colore verde; la trazione della biglia è più forte su di essa rispetto alla superficie normale
- Space: è una superficie con fantasia spaziale principalmente di colore blu elettrico; su si essa la trazione della biglia è debole se comparata a quella della superficie normale

## Livelli
I livelli in totale sono 100. Ciascun livello (escluso il primo di ogni categoria) viene sbloccato a partire dal completamento del precedente. Non ci sono vincoli sul numero di tentativi che un giocatore può fare per completarne uno.
Alcuni livelli richiedono di essere completati entro un certo tempo per ottenere la qualifica al successivo.
Ognuno ha un nome e un Gold Time, ovvero un record di tempo (in genere di pochi secondi) che il giocatore può cercare di battere. Inoltre c'è la possibilità per il giocatore di creare nuovi livelli mediante un editore; questi diventeranno parte della categoria di livelli Custom.

### Categorie di livelliBeginnereIntermediate
Contengono ciascuna 24 livelli.
| Numero      | Titolo                | Gold Time |
| ----------- | --------------------- | --------- |
| Beginner 1  | Learning to Roll      | 4.75      |
| Beginner 2  | Collect the Gems      | 12.00     |
| Beginner 3  | Jump Training         | 6.75      |
| Beginner 4  | Learn the Super Jump  | 5.00      |
| Beginner 5  | Platform Training     | 7.00      |
| Beginner 6  | Learn the Super Speed | 3.25      |
| Beginner 7  | Elevator              | 4.25      |
| Beginner 8  | Air Movement          | 5.00      |
| Beginner 9  | Gyrocopter            | 3.75      |
| Beginner 10 | Time Trial            | 3.00      |
| Beginner 11 | Super Bounce          | 5.75      |
| Beginner 12 | Gravity Helix         | 10.00     |
| Beginner 13 | Shock Absorber        | 4.00      |
| Beginner 14 | There and Back Again  | 12.00     |
| Beginner 15 | Marble Materials Lab  | 6.50      |
| Beginner 16 | Bumper Training       | 5.00      |
| Beginner 17 | Breezeway             | 3.50      |
| Beginner 18 | Mine Field            | 5.25      |
| Beginner 19 | Trapdoors!            | 3.00      |
| Beginner 20 | Tornado Bowl          | 7.00      |
| Beginner 21 | Pitfalls              | 20.00     |
| Beginner 22 | Platform Party        | 30.00     |
| Beginner 23 | Winding Road          | 22.00     |
| Beginner 24 | Grand Finale          | 1:00.00   |

| Numero          | Titolo                      | Gold Time |
| --------------- | --------------------------- | --------- |
| Intermediate 1  | Jump jump jump              | 5.00      |
| Intermediate 2  | Monster Speedway Qualifying | 36.00     |
| Intermediate 3  | Skate Park                  | 47.00     |
| Intermediate 4  | Ramp Matrix                 | 30.00     |
| Intermediate 5  | Hoops                       | 30.00     |
| Intermediate 6  | Go for the Green            | 5.00      |
| Intermediate 7  | Fork in the Road            | 6.50      |
| Intermediate 8  | Tri Twist                   | 48.00     |
| Intermediate 9  | Marbletris                  | 15.00     |
| Intermediate 10 | Space Slide                 | 12.00     |
| Intermediate 11 | Skee Ball Bonus             | 10.00     |
| Intermediate 12 | Marble Playground           | 1:30.00   |
| Intermediate 13 | Hop Skip and a Jump         | 12.00     |
| Intermediate 14 | Take the High Road          | 22.50     |
| Intermediate 15 | Half-Pipe                   | 15.00     |
| Intermediate 16 | Gauntlet                    | 35.00     |
| Intermediate 17 | Moto-Marblecross            | 18.00     |
| Intermediate 18 | Shock Drop                  | 5.50      |
| Intermediate 19 | Spork in the Road           | 36.00     |
| Intermediate 20 | Great Divide                | 1:25.00   |
| Intermediate 21 | The Wave                    | 28.00     |
| Intermediate 22 | Tornado Alley               | 3.50      |
| Intermediate 23 | Monster Speedway            | 33.00     |
| Intermediate 24 | Upward Spiral               | 37.00     |

### Categoria di livelli Advanced
Contiene 52 livelli.
| Numero      | Titolo                         | Gold Time |
| ----------- | ------------------------------ | --------- |
| Advanced 1  | Thrill Ride                    | 30.00     |
| Advanced 2  | Money Tree                     | 1:03.00   |
| Advanced 3  | Fan Lift                       | 14.00     |
| Advanced 4  | Leap of Faith                  | 12.00     |
| Advanced 5  | Freeway Crossing               | 8.00      |
| Advanced 6  | Stepping Stones                | 24.00     |
| Advanced 7  | Obstacle Course                | 14.00     |
| Advanced 8  | Points of the Compass          | 13.00     |
| Advanced 9  | Three-Fold Maze                | 38.00     |
| Advanced 10 | Tube Treasure                  | 45.00     |
| Advanced 11 | Slip 'n Slide                  | 10.00     |
| Advanced 12 | Skyscraper                     | 1:30.00   |
| Advanced 13 | Half Pipe Elite                | 25.00     |
| Advanced 14 | A-Maze-ing                     | 8.00      |
| Advanced 15 | Block Party                    | 1:00.00   |
| Advanced 16 | Trap Door Madness              | 6.50      |
| Advanced 17 | Moebius Strip                  | 23.00     |
| Advanced 18 | Great Divide Revisited         |           |
| Advanced 19 | Escher's Race                  | 48.00     |
| Advanced 20 | To the Moon                    | 9.00      |
| Advanced 21 | Around the World in 30 seconds | 13.50     |
| Advanced 22 | Will o' Wisp                   | 25.00     |
| Advanced 23 | Twisting the night away        | 48.00     |
| Advanced 24 | Survival of the Fittest        | 37.00     |
| Advanced 25 | Plumber's Portal               | 35.00     |
| Advanced 26 | Siege                          | 2:00.00   |

| Numero      | Titolo                   | Gold Time |
| ----------- | ------------------------ | --------- |
| Advanced 27 | Ski Slopes               | 18.00     |
| Advanced 28 | Ramps Reloaded           | 15.00     |
| Advanced 29 | Tower Maze               | 22.00     |
| Advanced 30 | Free Fall                | 8.00      |
| Advanced 31 | Acrobat                  | 25.00     |
| Advanced 32 | Whirl                    | 40.00     |
| Advanced 33 | Mudslide                 | 30.00     |
| Advanced 34 | Pipe Dreams              | 27.00     |
| Advanced 35 | Scaffold                 | 15.00     |
| Advanced 36 | Airwalk                  | 1:10.00   |
| Advanced 37 | Shimmy                   | 20.00     |
| Advanced 38 | Path of Least Resistance | 30.00     |
| Advanced 39 | Daedalus                 | 30.00     |
| Advanced 40 | Ordeal                   | 20.00     |
| Advanced 41 | Battlements              | 45.00     |
| Advanced 42 | Pinball Wizard           | 1:05.00   |
| Advanced 43 | Eye of the Storm         | 45.00     |
| Advanced 44 | Dive!                    | 27.00     |
| Advanced 45 | Tightrope                | 40.00     |
| Advanced 46 | Natural Selection        | 54.00     |
| Advanced 47 | Tango                    | 17.00     |
| Advanced 48 | Icarus                   | 37.00     |
| Advanced 49 | Under Construction       | 12.00     |
| Advanced 50 | Pathways                 | 1:25.00   |
| Advanced 51 | Darwin's Dilemma         | 40.00     |
| Advanced 52 | King of the Mountain     | 44.00     |

## Sviluppatori
Marble Blast Gold presenta il seguente gruppo di sviluppatori:
- Jeff Tunnell[4]: è produttore e manager del gioco
- Alex Swanson[5]: è il principale disegnatore dei percorsi[6]
- Brian Hahn[7]: è un disegnatore del gioco; a lui si devono forme e animazioni
- Kevin Ryan[8]: disegnatore, programmatore e direttore di MBG
- Liam Ryan[9]: figlio di Kevin Ryan, ha disegnato alcuni modelli 3dsmax che sono poi apparsi nel gioco[10]
- Timothy Clarke[11]: compositore e sound designer per videogiochi, si è occupato di musiche ed effetti sonori di Marble Blast Gold
- Rick Overman[12], Pat Wilson[13], Tim Gift[14], Jay Moore[15]: programmatori del gioco
- Mark Frohnmayer[16]: programmatore, designer e tester del gioco
- John Quigley[17]: è il programmatore che rese disponibile Marble Blast Gold per Linux

## Accoglienza
Le valutazioni del gioco sono in complesso positive:
- Softonic: 4 stelle su un totale di 5
- GameSpot 8.3 per gli utenti di Windows e 9.5 per MAC in una scala che arriva a 10.
- Cnet Download: 4.5 su 5